# Сен-Ілер (Нью-Брансвік)
Сен-Ілер (англ. St. Hilaire) — село в Канаді, у провінції Нью-Брансвік, у складі графства Мадаваска.

## Населення
За даними перепису 2016 року, село нараховувало 252 особи, показавши скорочення на 16,8%, порівняно з 2011-м роком. Середня густина населення становила 44,4 осіб/км².
З офіційних мов обидвома одночасно володіли 145 жителів, тільки французькою — 90.
Працездатне населення становило 48,7% усього населення, рівень безробіття — 10,5%.
25% мешканців мали закінчену шкільну освіту, не мали закінченої шкільної освіти — 42,5%, 35% мали післяшкільну освіту, з яких 28,6% мали диплом бакалавра, або вищий.
| Статево-вікова структура населення | Статево-вікова структура населення | Статево-вікова структура населення | Статево-вікова структура населення | Статево-вікова структура населення |
| ---------------------------------- | ---------------------------------- | ---------------------------------- | ---------------------------------- | ---------------------------------- |
|                                    |                                    |                                    |                                    |                                    |
| Всього                             | Всього                             | 51,0%49,0%                         |                                    |                                    |
| 0 — 14 років                       | 0 — 14 років                       |                                    | 21,6%                              | 21,6%                              |
| 15 — 64 років                      | 15 — 64 років                      |                                    | 64,7%                              | 64,7%                              |
| 65 і більше                        | 65 і більше                        |                                    | 13,7%                              | 13,7%                              |
| Середній вік (років)               | Середній вік (років)               | 38,437,9                           | 38,2                               | 38,2                               |
| Медіана (років)                    | Медіана (років)                    | 38,536,5                           | 37,6                               | 37,6                               |
| — чоловіки — жінки                 |                                    |                                    |                                    |                                    |

| Походження мешканців:     | Походження мешканців:     | Походження мешканців: | Походження мешканців: | Походження мешканців: |
| ------------------------- | ------------------------- | --------------------- | --------------------- | --------------------- |
| Походження                |                           |                       | осіб                  | %                     |
| Корінні американці        | Корінні американці        |                       | 0                     | 0%                    |
| Інше північноамериканське | Інше північноамериканське |                       | 215                   | 91.49%                |
| Європейське               | Європейське               |                       | 65                    | 27.66%                |
| британське                | британське                |                       | 0                     | 0%                    |
| французьке                | французьке                |                       | 65                    | 27.66%                |

## Клімат
Середня річна температура становить 3,1°C, середня максимальна – 22,1°C, а середня мінімальна – -20,4°C. Середня річна кількість опадів – 1 057 мм.
| Клімат поселення                              | Клімат поселення | Клімат поселення | Клімат поселення | Клімат поселення | Клімат поселення | Клімат поселення | Клімат поселення | Клімат поселення | Клімат поселення | Клімат поселення | Клімат поселення | Клімат поселення | Клімат поселення |
| Показник                                      | Січ.             | Лют.             | Бер.             | Квіт.            | Трав.            | Черв.            | Лип.             | Серп.            | Вер.             | Жовт.            | Лист.            | Груд.            |                  |
| Середній максимум, °C                         | −7,45            | −5,6             | 1,04             | 8,30             | 16,34            | 21,34            | 22,10            | 20,87            | 15,78            | 9,74             | 3,13             | −5,46            |                  |
| Середня температура, °C                       | −13,95           | −12,09           | −5,45            | 1,81             | 9,84             | 14,84            | 18,01            | 16,80            | 11,71            | 5,67             | −0,92            | −9,52            |                  |
| Середній мінімум, °C                          | −20,43           | −18,59           | −11,94           | −4,68            | 3,35             | 8,36             | 13,94            | 12,73            | 7,63             | 1,60             | −5               | −13,6            |                  |
| Норма опадів, мм                              | 85               | 69               | 67               | 66               | 87               | 88               | 109              | 104              | 93               | 92               | 95               | 102              |                  |
| Середньомісячна швидкість вітру, м/с          | 4.00             | 4.01             | 4.14             | 3.91             | 3.61             | 3.28             | 2.95             | 2.91             | 3.20             | 3.60             | 3.79             | 3.95             |                  |
| Середньомісячна сонячна радіація, кДж/м²·день | 5088             | 8336             | 12354            | 16059            | 18581            | 20361            | 19632            | 17187            | 12596            | 7716             | 4599             | 3801             |                  |
| --------------------------------------------- | ---------------- | ---------------- | ---------------- | ---------------- | ---------------- | ---------------- | ---------------- | ---------------- | ---------------- | ---------------- | ---------------- | ---------------- | ---------------- |
| Джерело:                                      |                  |                  |                  |                  |                  |                  |                  |                  |                  |                  |                  |                  |                  |